# 파생상품

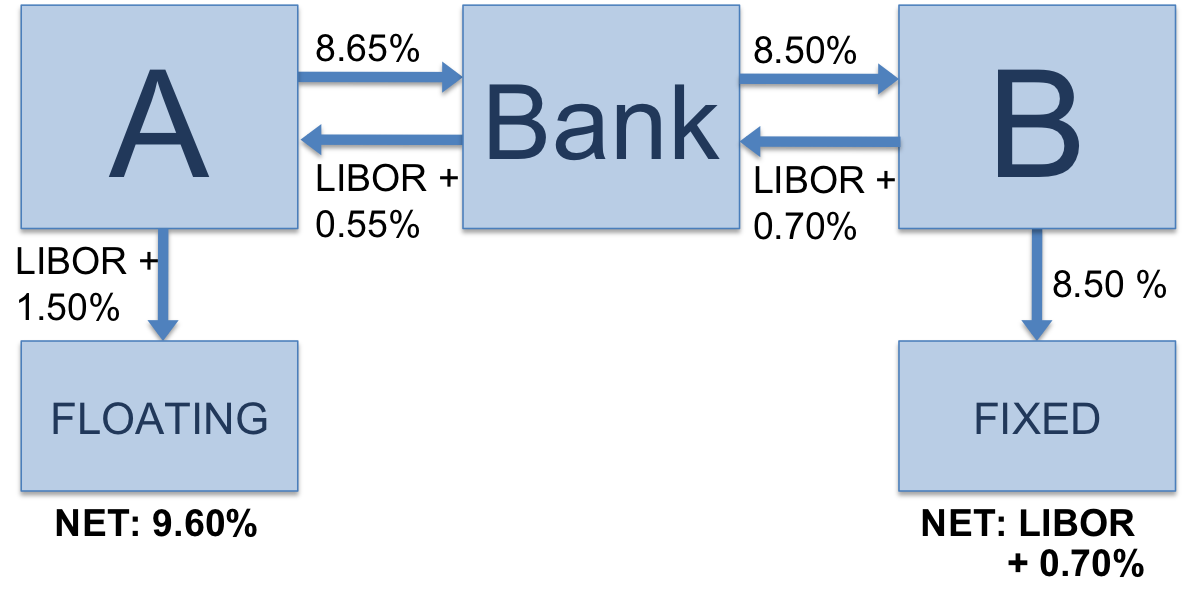

파생상품(派生商品, 영어: derivative)은 환율이나 금리, 주가 등의 시세변동에 따른 손실 위험을 줄이기 위해, 일정 시점에 일정한 가격으로 주식과 채권 같은 전통적인 금융상품을 기초자산으로 하여, 새로운 현금흐름을 가져다주는 증권을 말한다. 기초자산은 금융상품이 아닌 일반상품 등도 가능하며, 대표적인 파생상품으로는 선도거래, 선물, 옵션, 스왑 등이 있다. 파생상품의 주요목적은 위험을 감소시키는 헤지기능이나, 레버리지기능, 파생상품을 합성하여 새로운 금융상품을 만들어내는 신금융상품을 창조하는 기능들이 있다.

## 회계상 파생상품의 정의
다음의 세 가지 특성을 모두 가진 금융상품이나 기타계약
1. 기초변수의 변동에 따라 가치가 변동한다. 기초변수는 이자율, 금융상품가격, 일반상품가격, 환율, 가격 또는 비율의 지수, 신용등급이나 신용지수 또는 기타 변수를 말한다. 다만, 비금융변수의 경우에는 계약의 당사자에게 특정되지 아니하여야 한다.
2. 최초 계약시 순투자금액이 필요하지 않거나 시장요소의 변동에 유사한 영향을 받을 것으로 기대되는 다른 유형의 계약보다 적은 순투자금액이 필요하다.
3. 미래에 결제된다.[2]

## 회계상 파생상품의 예
파생상품의 대표적인 예는 선물, 선도, 스왑계약 및 옵션계약이다. 파생상품은 보통 화폐금액, 주식 수, 무게나 부피의 단위 또는 계약에서 정해진 그 밖의 단위를 계약단위의 수량으로 한다. 그러나 파생상품의 투자자나 발행자가 최초 계약시에 계약단위의 수량을 투자하거나 수취하여야 하는 것은 아니다. 이와는 달리 계약단위의 수량과 관계없는 미래사건의 결과에 따라 변동하는 금액(기초변수의 변동에 비례적이지 않음)이나 확정된 금액을 지급해야 하는 파생상품이 있을 수 있다. 예를 들면, 6개월 LIBOR가 100 베이시스 포인트 증가하면 1,000원을 정액으로 지급하는 계약은 비록 정해진 계약단위의 수량이 없더라도 파생상품이다.

## 이용 목적
파생상품은 크게 두 가지 목적에 의해서 투자, 운용된다. 하나는 기초자산을 보유하고 있어 매각 등을 해야 하는 롱포지션을 취하고 있거나 기초자산을 매입해야하는 숏포지션을 취하고 있는 경우 파생상품을 통해 그와 반대되는 포지션을 취함으로써 원하는 기간 동안의 가격변동위험을 제거하는 헤지기능을 위해서이다. 다른 하나는 파생상품의 특성상 균형가격을 예측할 수 있는데 이러한 균형가격과 현재 시장가격과의 차이를 차익거래매매를 통해 이익을 취하는 투기거래이다.

## 가치평가
- 내재가치평가
- 시장가치평가

## 같이 보기
- 투자
- 신용파산스왑 - 파생상품의 일종.

## 참고 문헌
- 재무관리, 이의경저, 경문사 출판